# Macroagelaius imthurni
Macroagelaius imthurni là một loài chim trong họ Icteridae.